# Championnat de France de dames
Le championnat de France de dames est une épreuve qui sert à désigner le meilleur joueur de jeu de dames en France.
Elle est organisée par la Fédération française de jeu de dames (FFJD) depuis 1938.
Dans ses éditions récentes, le championnat de France est un tournoi toutes rondes qui se déroule sur neuf jours consécutifs. Les séries de dix ou douze joueurs sont constituées sur la base de leur capital-points. Chaque ronde consiste en une partie à cadence lente jouée avec pendule et pouvant durer cinq à six heures.
Les vainqueurs étrangers ou d’origine étrangère étaient tous résidents en France au moment de leur victoire. Le Sénégalais Baba Sy, futur champion du monde, a gagné le championnat de France en 1959 alors que le Sénégal était encore une colonie française.

## Historique du palmarès

### Avant 1938
Jusqu'en 1938, date à laquelle la FFJD organise officiellement cette épreuve, il s'agissait essentiellement de matchs sur "défis".
- Milieu du XIXe siècle : Grégoire Grégoire (meilleur joueur recensé des années 1850-60 qui a édité Le traité du maître parisien Grégoire en 1847, le Nouveau manuel théorique et pratique du jeu de dames à la polonaise en 1849 aux éd. Peltier, et le Guide manuel illustré du jeu de dames. Règles principes et instructions pour le bien jouer en 1861 (ainsi que deux ouvrages de roulette, en 1853 (éd. C. Vanderauwera) et 1863 (éd. Delarue).)
- 1878 : Henri Lesage
- 1885 : Anatole Dussaut
- 1886 : Anatole Dussaut à Amiens
- 1887 : Louis Barteling
- 1894 : Louis Raphaël
- 1895 : Eugène Leclercq à Marseille
- 1899 : Isidore Weiss à Amiens
- 1912 : Alfred Molimard
- 1921 : Marius Fabre

Les Français Stanislas Bizot (1925) et Maurice Raichenbach (d'origine polonaise  - 1933, 1934, 1936 (2 fois), 1937 et 1938) ont été champions du monde sans être titrés champions de France.

### Depuis 1938
- 1938 :  Herman de Jongh à Paris
- 1939 : Abel Verse à Paris
- 1942 : Pierre Ghestem à Paris
- 1943 : Pierre Ghestem à Paris
- 1945 : René Fankhauser à Paris
- 1946 : Pierre Blum à Lyon
- 1947 : Georges Malfray à Paris
- 1948 : Marcel Bonnard à Lyon
- 1949 : Georges Malfray à Paris
- 1950 : Georges Malfray à Nice
- 1951 : Marcel Bonnard à Bordeaux
- 1952 : Abel Verse à Grenoble
- 1953 :  Li Tchoan King à Paris
- 1954 :  Li Tchoan King à Lyon
- 1955 : Abel Verse aux Sables-d'Olonne
- 1956 : Michel Hisard à Tours
- 1957 : Michel Hisard à Paris
- 1958 : Raoul Delhom à Lyon
- 1959 :  Baba Sy à Châtellerault
- 1960 : Abel Verse à Romilly-sur-Seine
- 1961 : Michel Hisard à Versailles
- 1962 : Michel Hisard à Marseille
- 1963 : Michel Hisard à Lyon
- 1964 : Michel Hisard à Alès
- 1965 : Michel Hisard à Dijon
- 1966 : Georges Mostovoy à Paris
- 1967 : Georges Mostovoy à Amiens
- 1968 : Georges Mostovoy à Nîmes
- 1969 : Michel Hisard à Perpignan
- 1970 : Michel Hisard à Nantes
- 1971 : Michel Hisard à Toulon
- 1972 : Jean-Pierre Rabatel à Bordeaux
- 1973 : Michel Hisard à Malaucène
- 1974 : Georges Mostovoy à La Rochelle
- 1975 : Raoul Delhom à Gaillac
- 1976 :  Fidèle Nimbi à Narbonne
- 1977 : Michel Hisard (12) à Beauvais
- 1978 : Jean-Pierre Rabatel à Dijon
- 1979 : Henri Cordier à Valence
- 1980 : Raoul Delhom à Draguignan
- 1981 : Luc Guinard à Nantes
- 1982 : Jean-Pierre Dubois à Toulouse
- 1983 : Luc Guinard à La Chapelle-d'Armentières
- 1984 : Daniel Issalène à Seclin
- 1985 : Luc Guinard à Compiègne
- 1986 : Daniel Issalène à Dax
- 1987 : Olivier Bonnave à Apt
- 1988 : Olivier Bonnave à Sorgues
- 1989 : José Beyaert aux Sables-d'Olonne
- 1990 :  Papa Cissé à Chartres
- 1991 : Daniel Issalène à Reims
- 1992 : Gilles Delmotte à Parthenay
- 1993 :  Papa Cissé au Mans
- 1994 : Thierry Delmotte à Mâcon
- 1995 :  Fidèle Nimbi à Troyes
- 1996 : Arnaud Cordier à Montélimar
- 1997 : Arnaud Cordier à Parthenay
- 1998 : Arnaud Cordier à Paris
- 1999 : Nicolas Guibert à Ax-les-Thermes
- 2000 : Arnaud Cordier au Pradet
- 2001 : Arnaud Cordier à La Roche-sur-Yon
- 2002 : Laurent Nicault à Mont-de-Marsan
- 2003 : Laurent Nicault à Hellemmes
- 2004 : Gilles Delmotte à Compiègne
- 2005 : Arnaud Cordier à Bourges
- 2006 :  Oscar Lognon à Lauzerte
- 2007 : Arnaud Cordier à  Gravelines
- 2008 : Arnaud Cordier à Lannion
- 2009 : Thierry Delmotte à Mont de Marsan
- 2010 : Arnaud Cordier à Toulouse
- 2011 : Arnaud Cordier à La Couture
- 2012 : Arnaud Cordier à La Roche-sur-Yon
- 2013 : Arnaud Cordier à Riom
- 2014 : Arnaud Cordier à Chartres
- 2015 : Arnaud Cordier à Tours
- 2016 : Arnaud Cordier à Hellemmes
- 2017 : Kevin Machtelinck à Riom
- 2018 : Arnaud Cordier à L'Herbergement
- 2019 : Kevin Machtelinck à Drancy
- 2021 : Kevin Machtelinck à Montpellier[2]
- 2022 : Arnaud Cordier à Pierrefitte-Nestalas[3]
- 2023 : Arnaud Cordier à Chéu[4]
- 2024 : Arnaud Cordier (19) à Compiègne[5]